# السيطرة المدنية على الجيش
السيطرة المدنية على الجيش تحكم القيادة المدنية في الجيش هي عقيدة في العلوم العسكرية والسياسية تضع المسؤولية النهائية  لصنع القرار الإستراتيجي وقرارات الأمن القومي في البلاد في يد القيادة السياسية المدنية، بدلا من العسكريين غير المؤهلين في الأصل للسياسة أو ممارستها. أحد الكُتَاب قد أقتبس كلمات صامويل هنتنجتون صامويل هنتنجتون في كتابه «الجندي والدولة والتي لخص فيها فكرة السيطرة المدنية على أنها» التبعية المناسبة للعسكريين المحترفين للحدود السياسية التي وضعتها السلطة المدنية. وفي الغالب ما يُنظر للسيطرة المدنية كَسمة من سمات الديمقراطية.
استخدام هذا المصطلح في التحليلات العلمية يميل إلى أن يحدث في سياق ديمقراطية يحكمها المسؤولون المنتخبون، على الرغم من أن خضوع الجيش للسيطرة السياسية ليست فريدة من نوعها في هذه المجتمعات. 'أحد الأمثلة على ذلك هو جمهورية الصين الشعبية. وقد قال ماو تسي تونغ «مبدأنا هو ان الحزب يأمر العسكر، و يجب ألا يُسمح للعسكر بقيادة الحزب» وهذا يعكس أولوية الحزب الشيوعي الصيني (والأحزاب الشيوعية عامةً)، كصناع للقرار في اللينينية الماوية والنظريات المركزية الديمقراطية.

## التدخل العسكري في السياسة
بغض النظر عن البلاد التي تحكم فيها الديكتاتوريات العسكرية بصيغه قانونية في بعض الأحيان يكون للجيوش تأثير كبير علي الحكم والسياسة. على سبيل المثال القوات المسلحة المصرية قد حكمت منذ الثورة المصرية في عام 1952. وكان كل رؤساء البلاد من ضباط الجيش السابقين أو الفاعلين، باستثناء الرئيس محمد مرسي. فخلال الثورة المصرية من عام 2011 قد حكم المجلس الأعلى للقوات المسلحة مباشرة بعد تنحي حسني مبارك حتى انتخاب مرسي. ولكن خلال انقلاب 2013 في مصر، أطاح الجيش المصري بمحمد مرسي وعين رئيس مؤقت.و بعد شهور قدم عبد الفتاح السيسي، الذي قاد انقلاب عام 2013 وقدم استقالته، كقائد للجيش وانتخب رئيسا في يونيو 2014. وينظر للقوات المسلحة التركية باعتبارها الضامنة لمبادئ العلمانية في تركيا والكمالية نسبة لكمال أتاتورك، وهددت بالتدخل إذا قام القادة المنتخبين بانتهاك هذه المبادئ. في بعض الحالات، قد تصبح المنظمات العسكرية تابعة لأحزاب سياسية ومن الأمثلة على ذلك حزب الله وحماس وشين فين.
كما أشار الأستاذ ريتشارد إتش كون في جامعة نورث كارولينا في تشابل هيل، «السيطرة المدنية ليست حقيقة بل عملية», على الرغم من التأكيدات على احترام قيم السيطرة المدنية، فإن المستوى الفعلي للسيطرة الذي تسعى إليه القيادة المدنية أو تحققه قد يختلف اختلافًا كبيرًا في الممارسة، من بيان أهداف السياسة العامة التي يُتوقع من القادة العسكريين ترجمتها إلى خطط عملياتية، إلى اختيار أهداف محددة للهجوم بالنيابة عن السياسيين
الحاكمين.

## المُبررات

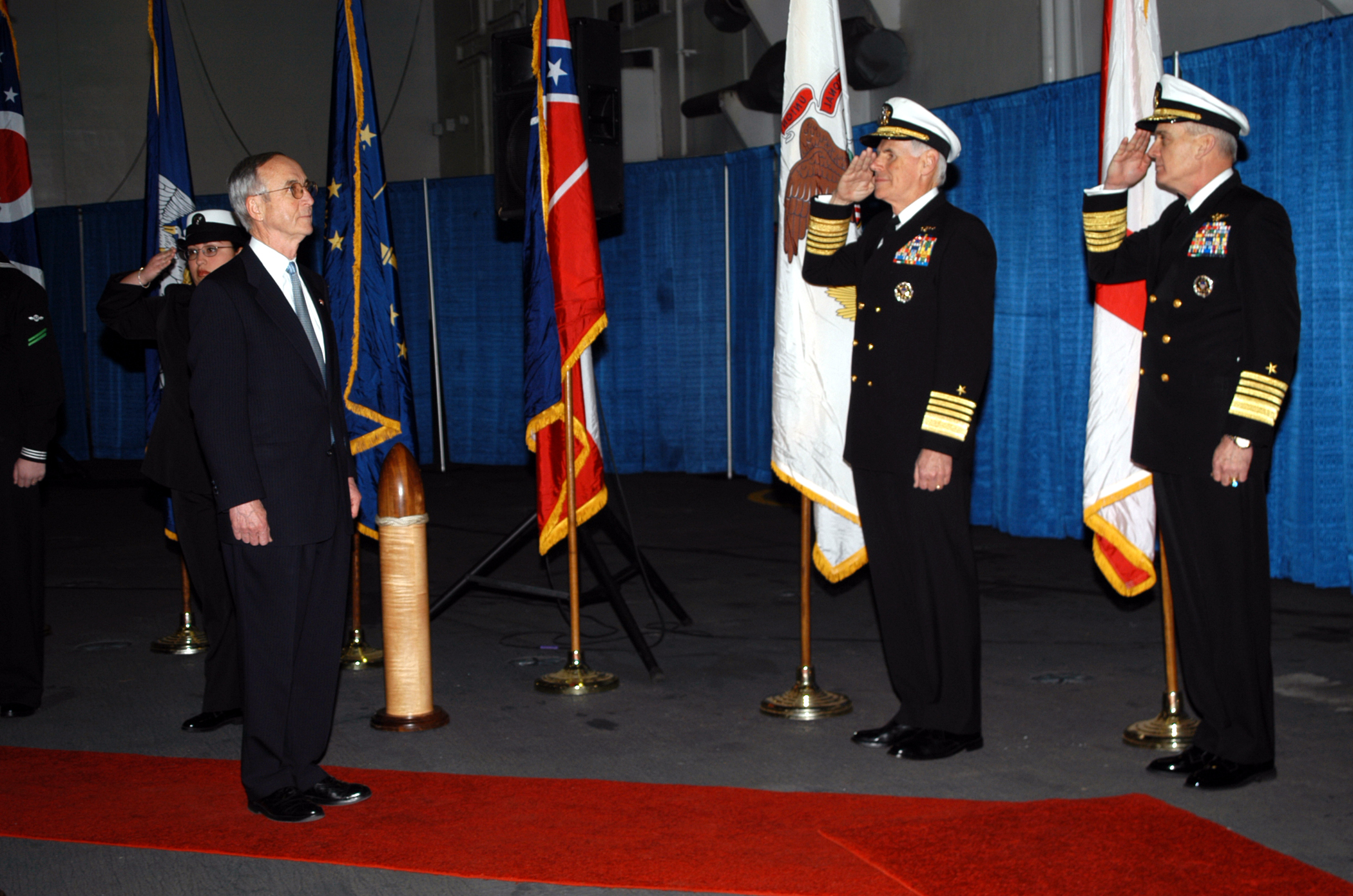
الأدميرال جون ناثمان والأدميرال ويليام جيه فالون يحييان وزير البحرية جوردون آر. أثناء وصوله في حفل تغيير القيادة في عام 2005

. وزير الدفاع للبحرية هو الرئيس المدني لقسم البحرية المرؤوس من وزير الدفاع المدني، التي تضم البحرية الأمريكية وسلاح مشاة البحرية. يتبنى المدافعون عن السيطرة المدنية بوجه عام وجهة نظر كلاوزفيتس للحرب، مؤكدين على طابعها السياسي. قإن «الحرب والسلاح مسألة خطيرة للغاية ولا يمكن تكليف رجال عسكريين بها» (غالبًا ما يتم تقديمها على أنها «الحرب مهمة للغاية ليتم تركها للجنرالات»)، تعكس هذا الرأي بسخرية. بالنظر إلى أن القرارات الاستراتيجية الواسعة، مثل قرار إعلان الحرب أو بدء الغزو أو إنهاء النزاع، لها تأثير كبير على مواطني الدولة، ينظر إليها دعاة السيطرة المدنية على أنها تسترشد بشكل أفضل بإرادة الناس (كما عبر عنهم ممثلوهم السياسيون)، بدلاً من تركها فقط لمجموعة نخبة من الخبراء التكتيكيين. يعمل الجيش كوكالة حكومية خاصة، من المفترض أن تنفذ، بدلاً من صياغة، سياسات تتطلب استخدام أنواع معينة من القوة البدنية. يلخص «كوهن» هذا الرأي بإيجاز عندما كتب ما يلي: الهدف من السيطرة المدنية هو جعل الأمن خاضعًا للأغراض الأكبر للأمة، وليس العكس. الغرض من الجيش هو الدفاع عن المجتمع وليس حكمه. يُعتبر الاستخدام الفعال للدولة للقوة مسألة ذات أهمية كبيرة لجميع القادة الوطنيين، الذين يجب أن يعتمدوا على الجيش لتزويد هذا الجانب من سلطتهم. يكمن خطر منح القادة العسكريين في الحكم الذاتي الكامل أو السيادة في أنهم قد يتجاهلون أو يحلوا محل عملية صنع القرار الديمقراطي، ويستخدمون القوة البدنية، أو التهديد باستخدام القوة العسكرية، لتحقيق النتائج التي يفضلونها؛ في أسوأ الحالات، قد يؤدي ذلك إلى إنقلاب أو دكتاتورية عسكرية. ومن المخاطر ذات الصلة استخدام الجيش لسحق المعارضة السياسية المحلية من خلال الترهيب أو القوة الجسدية المطلقة، والتدخل في القدرة على إجراء انتخابات حرة ونزيهة، وهي جزء أساسي من العملية الديمقراطية. وهذا يفرض مفارقة مفادها أنه «لأننا نخشى الآخرين (الدول الأُخري)، فإننا نؤسس مؤسسة عنف لحمايتنا (مؤسسة عسكرية)، ولكننا بعد ذلك نخشى المؤسسة نفسها التي أنشأناها لحمايتنا». كما أن الأفراد العسكريين، بسبب طبيعة عملهم، أكثر استعدادًا لاستخدام القوة لتسوية النزاعات أكثر من المدنيين لأنهم أفراد عسكريون مدربون ومتخصصون في الحرب. يتسم الجيش بالسلطة الدكتاتورية والتسلسل الهرمي، ونادرًا ما يسمح بالمناقشة ويحظر الاختلاف. على سبيل المثال، في إمبراطورية اليابان، كان رؤساء الوزراء وكل من يشغلون مناصب عليا تقريبًا عسكريين مثل هيديكي توجو، ودافعوا وضغطوا بشكل أساسي على القادة لبدء صراعات عسكرية ضد الصين وغيرها لأنهم اعتقدوا أنهم يستطيعون شن حرب صغيرة سريعة، لكنها أمست بهزيمة بلادهم بعد حربً طويلة.

## طرق تأكيد السيطرة المدنية علي المؤسسة العسكرية
أدى إصرار الجنرال دوجلاس ماك آرثر، وهو بطل ذو شعبية كبيرة في الحرب العالمية الثانية، على الحاجة إلى توسيع الحرب الكورية بغزو الصين الشعبية واستخدام الأسلحة الذرية لردعها، رغم اعتراضات الرئيس هاري إس ترومان، إلى عزله وإنهاء قيادته. لا يمكن للقادة المدنيين عادة أن يأملوا في تحدي جيوشهم بالقوة، وبالتالي يجب عليهم الاحتراس من أي اغتصاب محتمل للسلطات من خلال مجموعة من السياسات والقوانين وغرس قيم إحترام القيادة المدنية في قواتهم المسلحة. قد يؤدي وجود قوة شرطة مدنية خاصة أو ميليشيا أو مجموعة شبه عسكرية أخرى إلى التخفيف إلى حد ما من القوة المطلقة التي يمتلكها جيش الدولة؛ كما تم تبرير حيازة المدنيين للأسلحة على أساس أنها تمنع إساءة استخدام السلطة المحتملة من قبل السلطات (العسكرية أو غيرها). أشار معارضو السيطرة على السلاح إلى الحاجة إلى توازن القوى من أجل فرض السيطرة المدنية على الجيش.

### قائد عام مدني
إن تعيين رئيس دولة مدني أو رئيس حكومة أو أي شخصية حكومية أخرى كقائد عام للجيش ضمن التسلسل القيادي هو أحد الطرق القانونية لنشر السيطرة المدنية. أدى الغموض حول متى يمكن للرئيس القيام بعمل عسكري دون إعلان الحرب إلى قرار سلطات الحرب لعام 1973. استخدم الرؤساء الأمريكيون السلطة لفصل كبار الضباط كوسيلة لتأكيد السيطرة السياسية والاستراتيجية. ثلاثة أمثلة تشمل إقالة أبراهام لينكولن لجورج ماكليلان في الحرب الأهلية الأمريكية عندما فشل ماكليلان في ملاحقة الجيش الكونفدرالي لشمال فيرجينيا في أعقاب معركة أنتيتام، وهاري إس ترومان يخفف دوجلاس ماك آرثر من القيادة في الحرب الكورية بعد أن تناقض ماك آرثر مرارًا مع ترومان. سياسات الإدارة المعلنة بشأن سلوك الحرب، وقبول باراك أوباما استقالة ستانلي ماكريستال في الحرب في أفغانستان بعد نشر مقال رولينج ستون حيث سخر من العديد من أعضاء إدارة أوباما، بما في ذلك نائب الرئيس جو بايدن.

#### تكوين الجيش
توجد آراء مختلفة حول الرغبة في تمييز الجيش كجسم منفصل عن المجتمع الأكبر. ففي «الجندي والدولة»، جادل هنتنغتون فيما أسماه «السيطرة المدنية الموضوعية»، «التركيز على هيئة ضُباط مُحايدة سياسيًا ومستقلة ومهنية». يُقال إن هذه الاحتراف المستقل تغرس بشكل أفضل روح العمل الجماعي والإحساس بالعسكرية المهنية المتميزة التي تمنع التدخل السياسي من قبل العسكريين. وعلى العكس من ذلك، فإن عقيدة «الجندي المواطن» يرى أن «مدنية» الجيش هي أفضل وسيلة للحفاظ على ولاء القوات المسلحة للسلطات المدنية، من خلال منع تطوير طبقة نُخبة مستقلة من العسكريين قد تعتبر نفسها قائمة متميزة بذاتها، بصرف النظر عن بقية المجتمع. في بدايات تاريخ الولايات المتحدة، كان مبدأ السيطرة المدنية، جسد فكرة أن كل مواطن مؤهل مسؤول عن الدفاع عن الأمة والدفاع عن الحرية، وسيخوض الحرب، إذا لزم الأمر. إلى جانب فكرة أن الجيش يجب أن يجسد المبادئ الديمقراطية ويشجع مشاركة المواطنين، كانت القوة العسكرية الوحيدة المناسبة للمؤسسين هي ميليشيا المواطنين، والتي قللت من الانقسامات بين الضباط والمجندين. في ممارسة أقل مساواة، قد تطمس المجتمعات أيضًا الخط الفاصل بين القيادة «المدنية» و «العسكرية» من خلال التعيينات المباشرة لغير المتخصصين (غالبًا النخب الاجتماعية التي تستفيد من المحسوبية أو المحسوبية) إلى رتبة ضابط. تتضمن الطريقة الأكثر توغلاً، وهي الأكثر شهرة في الاتحاد السوفيتي وجمهورية الصين الشعبية والدكتاتوريات العسكرية، المراقبة النشطة لسلاح الضباط من خلال تعيين مفوضين سياسيين، ويتم نشرهم بالتوازي مع التسلسل القيادي النظامي والمكلف بضمان تنفيذ السياسات الوطنية من قبل القوات المسلحة. يعد التناوب المنتظم (تغيير مواقع) للضباط من خلال مجموعة متنوعة من الوظائف المختلفة أداة فعالة أخرى لتقليل الاستقلالية العسكرية، من خلال الحد من إمكانية ارتباط الجنود بأي وحدة عسكرية معينة. تضع بعض الحكومات مسؤولية الموافقة على الترقيات أو ترشيحات الضباط مع الحكومة المدنية، مما يتطلب درجة معينة من الاحترام من جانب الضباط الذين يسعون للترقي في الرتب.

## السيطرة المدنية علي العسكريين في الإسلام وتطورها
في عام 638 ميلادية عزل الخليفة عمر بن الخطاب قائد الجيوش الإسلامية «خالد بن الوليد»، الذي ما هُزم له جيش في جاهلية أو إسلام، وكتب ابن الخطاب للأمصار يقول: «إننى لم أعزل خالدا من سخطة أو خيانة، ولكن الناس فتنوا به، فأحببت أن يعلموا أن الله هو الصانع». وفي صيف عام 2010 قام الرئيس الأمريكى «باراك أوباما» بعزل الجنرال «ماكريستال» قائد الجيش الأمريكى في الحرب على أفغانستان. وقال أوباما في معرض تفسيره لهذا القرار: «لم أتخذ هذا القرار لشعور شخصى بالإهانة، أو لاختلاف حول السياسة المتبعة. ولكن لأن ملاحظات الجنرال بشأن مسئولى الإدارة تمثل سلوكا يقوض السيطرة المدنية على الجيش، الذي هو جوهر ديمقراطيتنا». وبرغم المسافة الزمنية التي تفصل بين الحدثين، فإن الأصل فيهما واحد.
تاريخيا، ظهرت الجيوش لحماية المجتمعات من الأخطار الخارجية، وقد تقدمت الخبرة البشرية تدريجيا في اتجاه الاحتفاظ بعدد كاف من الرجال الذين يتم تجنيدهم وتدريبهم وتزويدهم بالسلاح للقيام بهذه المهمة (الجيوش النظامية). وقد صار لدى الجيوش من مصادر القوة في الأفراد والسلاح ما يمكنها من اغتصاب السلطة في الدولة أو التهديد بذلك. ولهذا السبب فإن التباس العلاقة بين الجيوش والسياسة قديم قدم ظهور مفهوم الدولة بمعناه المعاصر، بل قد يكون الالتباس سابقا على هذا ففى عصر الجمهورية الرومانية حُظر على الجنرالات الرومان الدخول بجيوشهم إلى روما، وقد كان عبور «يوليوس قيصر» بجيشه المنتصر لنهر الروبيكون (الذي كان يمثل الخط الفاصل على مشارف روما) في 49 ميلادية هو كسر لهذه القاعدة، حتى صار عبور «الروبيكون» مثلا يُضرب لتجاوز نقطة اللا عودة، إذ إن عدم سيطرة «قيصر» على السلطة بعدها كان يعنى إعدامه وقواده.
وببزوغ فجر الديمقراطية في القرن الثامن عشر، وبالتحديد مع الثورة الأمريكية والفرنسية، ظهرت فكرة سيطرة المدنيين على الجيوش. وقد سجل الآباء المؤسسون للدستور الأمريكى أن الاحتفاظ بجيوش كبيرة العدد يمثل خطرا على الديمقراطية. وتم النص في الدستور الأمريكى على أن الكونغرس الأمريكي له الحق الأصيل في إعلان الحرب، وإن كان ذلك لم يمنع الرؤساء الأمريكيين من خوض عمليات عسكرية واسعة دون الرجوع للكونغرس لإعلان الحرب رسميا (الحرب الكورية/ حرب فيتنام... إلخ).
وتفترض النظرية الديمقراطية سيطرة المدنيين على القوات المسلحة لسببين رئيسيين: الأول هو عدم انفراد أشخاص غير منتخبين (العسكريين المحترفين) باتخاذ أخطر القرارات التي تمس مستقبل الدولة قرار الحرب والسلام تحديدا والأمن القومي. وتلخص هذا المعنى مقولة رجل الدولة الفرنسى «جورج كليمنصو»: «الحرب أخطر من أن تُترك للجنرالات». أما السبب الثانى، فهو عدم تحول مؤسسة تستحوذ على قدر هائل من القوة (في السلاح والأفراد) إلى لاعب سياسى، أو إلى دولة داخل الدولة لا تخضع لرقابة وسيطرة الممثلين المنتخبين من الشعب. وربما كان هذا هو المعنى الذي ذهب إليه كل من أمير المؤمنين عمر بن الخطاب، والرئيس الأمريكى «باراك أوباما» لدى اتخاذ كل منهما قرارا بعزل قائد جيشه في وقت بالغ الحساسية والدقة (زمن الحرب)، ففى تفسير كل منهما لدواع قراره ما يشير إلى أن الهدف من ورائه كان سياسيا في الأساس: تحديد الخطوط الفاصلة، والتأكيد على أن الرئيس/ الخليفة هو صاحب السلطة الأعلى (القائد الأعلى للجيش).
وإذا كانت النظرية الديمقراطية قد أشارت بوضوح إلى السيطرة المدنية على الجيش كمبدأ رئيسى، فإن الأمر لم يكن بهذا الوضوح في دول العالم الثالث التي عانت من تخلف في تطورها الاجتماعى وبنيتها المؤسسية، حيث لعبت الجيوش باعتبارها المؤسسات الأكثر تنظيما دورا رئيسيا في السياسة وإدارة المجتمعات بعد الحرب العالمية الثانية فيما عرف بزمن الانقلابات، التي بدأت عربيا بانقلاب «حسنى الزعيم» في سوريا في 1949 وحتي إنقلاب المشير السيسي في مصر عام 2013.